# Białoruska Formuła Easter
Białoruska Formuła Easter – cykl wyścigów samochodowych rozgrywanych w Białoruskiej SRR według przepisów Formuły Easter.

## Mistrzowie
| Sezon | Mistrz                    | Zespół                    | Samochód                  |
| ----- | ------------------------- | ------------------------- | ------------------------- |
| 1977  | Walerij Łukaszewicz       | DOSAAF Mińsk              | Estonia 18-Łada           |
| 1978  | Anatolij Alchimowicz      | DOSAAF Mińsk              | Estonia 18AC-Łada         |
| 1979  | Anatolij Szimakowskij     | DOSAAF Mińsk              | Estonia 18AC-Łada         |
| 1980  | Anatolij Szimakowskij     | DOSAAF Mińsk              | Estonia 18AC-Łada         |
| 1981  | ?                         | ?                         | ?                         |
| 1982  | Anatolij Szimakowskij     | DOSAAF Mińsk              | Estonia 20-Łada           |
| 1983  | ?                         | ?                         | ?                         |
| 1984  | Aleksandr Bieznosow       | DOSAAF Mińsk              | Estonia 20-Łada           |
| 1985  | Olieg Bezik               | DOSAAF Brześć             | Estonia 20-Łada           |
| 1986  | Anatolij Szimakowskij     | Sowieckaja Armia Mińsk    | Estonia 21M-Łada          |
| 1987  | mistrzostw nie rozgrywano | mistrzostw nie rozgrywano | mistrzostw nie rozgrywano |
| 1988  | ?                         | ?                         | ?                         |
| 1989  | mistrzostw nie rozgrywano | mistrzostw nie rozgrywano | mistrzostw nie rozgrywano |
| 1990  | ?                         | ?                         | ?                         |
| 1991  | ?                         | ?                         | ?                         |